# Jane Goodall
Valerie Jane Morris-Goodall (Londen, 3 april 1934) is een Britse antropologe en biologe, gespecialiseerd in ethologie en primatologie. Goodall is het bekendst van de studie die zij vanaf 1960 maakte van het sociale en familiale leven van de chimpansee in het Gombe Stream National Park in Tanzania. Ze is oprichtster van het Jane Goodall Institute en het jongerenprogramma Roots & Shoots.

## Levensloop
Goodall was het eerste kind van Mortimer Herbert Morris-Goodall en Margaret Myfanwe 'Vanne' Joseph. Haar zus Judy werd geboren in 1938. Na de scheiding van haar ouders woonden de beide zussen bij hun moeder in Bournemouth in Engeland.
Goodall was al sinds haar jeugd geïnteresseerd in dieren. Na een secretariële opleiding werkte zij in 1957 en 1958 als secretaresse voor de antropoloog Louis Leakey in Kenia. Wegens haar voorliefde voor dieren vroeg Leakey haar om bij te dragen aan zijn onderzoek naar menselijke evolutie. Dit heeft ertoe geleid dat Goodall de chimpansees van Gombe Stream National Park in Tanzania vanaf 1960 is gaan bestuderen. Het werd de langstlopende studie naar wilde chimpansees ter wereld. Ze werd vergezeld door haar moeder.
Leakey zorgde er ook voor dat Goodall in 1962 terugkeerde naar het Verenigd Koninkrijk, waar ze in 1965 haar doctoraat in de ethologie aan Newnham College van de Universiteit van Cambridge haalde. Zij volbracht dit zonder ooit eerder te hebben gestudeerd. Daarna zette ze haar werk in Afrika voort.
In 1962 ontmoette Goodall de wildlifefotograaf Hugo van Lawick. Ze trouwden op 28 maart 1964 in de Chelsea Old Church te Londen. Ze kregen één kind: Hugo Eric Louis baron van Lawick (roepnaam Grub), geboren op 4 maart 1967 in Nairobi. Zij scheidden in 1974. In 1975 trouwde Goodall met Derek Bryceson, na zijn scheiding van zijn eerste vrouw. Bryceson was een lid van het parlement van Tanzania. Van het midden van de jaren zeventig tot zijn dood in 1980 was hij directeur van de nationale parken van Tanzania. Hij overleed aan kanker. Jane was op 47-jarige leeftijd weduwe, ze hertrouwde niet meer.

## Wetenschappelijke bijdrage
Een van de grootste bijdragen van Goodall was de ontdekking dat chimpansees werktuigen maken én gebruiken. Sommige chimpansees gebruiken takjes en twijgen om termieten te vangen. De twijgjes worden in gaten gestoken waar zich termieten bevinden. Het twijgje wordt vervolgens met termieten bedekt, teruggetrokken en leeggegeten door de chimpansee. Tot deze ontdekking werd gedacht dat alleen mensen werktuigen gebruiken.
Verder ontdekte ze dat chimpansees soms vlees eten, gemeenschappelijk op jacht gaan en oorlog voeren met andere apensoorten en groepen chimpansees.
In tegenstelling tot de toen gangbare praktijk van het toekennen van nummers, gaf Goodall namen aan dieren. Deze vermenselijking betekende een breuk met de toenmalige wetenschappelijke traditie, die erg argwanend stond tegen beschrijvingen van chimpanseegedrag in termen van menselijke drijfveren en emoties. Haar benadering bleek echter zeer vruchtbaar en wordt door ethologen sindsdien vrij algemeen toegepast.
Jane Goodall zet zich in voor het behoud van de mensapen (het zogenaamde Great Ape Project). Ze is sinds 2002 ambassadeur voor de Verenigde Naties. Ze werd benoemd tot dame-commandeur in het Orde van het Britse Rijk (OBE) tijdens een ceremonie in Buckingham Palace in 2004. In januari 2006 ontving Goodall voor haar inspanningen UNESCO’s zestigste-verjaardagsmedaille.
Films en vele documentaires zijn over haar en haar werk gemaakt. Er is ook een orchidee naar haar genoemd: Dendrobium goodallianum.

## Jane Goodall Instituut
In 1977 richtte Goodall het Jane Goodall Institute op dat in meer dan dertig landen actief is. Het zet zich in voor de duurzame bescherming van chimpansees en hun leefgebieden en werkt daarbij altijd samen met lokale gemeenschappen in Afrika.

## Publiek optreden
Goodall hield op de TED-bijeenkomst van maart 2007 een presentatie over de grote gelijkenissen en kleine verschillen tussen mensen en mensapen. TED is een van de bijeenkomsten waar Goodall veel waarde aan hecht. Haar publieke lezingen houdt ze ook op vele andere plaatsen en tijden, zoals op de Commonwealth Club, verschillende (internationale) universiteiten en natuurreservaten. Uiteraard ook bij haar eigen Jane Goodall Institute, dat zich vooral inzet voor een duurzaam samenleven van mens en natuur.
Goodall laat zich ook geregeld uit over de negatieve impact van de mens op de natuur en het klimaat.

## Onderscheidingen
- 1980: Orde van de Gouden Ark
- 1984: J. Paul Getty Award for Conservation Leadership
- 1985: Living Legacy Award van de Women's International League for Peace and Freedom
- 1985: Society of the United States; Award for Humane Excellence, American Society for the Prevention of Cruelty to Animals
- 1987: Golden Plate Award, American Academy of Achievement
- 1989: Encyclopædia Britannica Award for Excellence on the Dissemination of Learning for the Benefit of Mankind; Anthropologist of the Year Award
- 1990: The AMES Award, American Anthropological Association; Whooping Crane Conservation Award, Conoco, Inc.; Gold Medal of the Society of Woman Geographers; Inamori Foundation Award; Washoe Award; The Kyoto Prize in Basic Science
- 1991: The Edinburgh Medal
- 1993: Rainforest Alliance Champion Award
- 1994: Chester Zoo Diamond Jubilee Medal
- 1994: Eredoctoraat Universiteit Utrecht (erepromotor: Jan van Hooff)
- 1995: Orde van het Britse Rijk, uitgereikt door Koningin Elizabeth II; The National Geographic Society Hubbard Medal for Distinction in Exploration, Discovery, and Research; Lifetime Achievement Award, In Defense of Animals; The Moody Gardens Environmental Award; Honorary Wardenship of Uganda National Parks
- 1996: The Zoological Society of London Silver Medal; The Tanzanian Kilimanjaro Medal; The Primate Society of Great Britain Conservation Award; The Caring Institute Award; The Polar Bear Award; William Procter Prize for Scientific Achievement
- 1997: John & Alice Tyler Prize for Environmental Achievement; David S. Ingells, Jr. Award for Excellence; Common Wealth Award for Public Service; The Field Museum's Award of Merit; Tyler Prize for Environmental Achievement; Royal Geographical Society / Discovery Channel Europe Award for A Lifetime of Discovery
- 1998: Disney's Animal Kingdom Eco Hero Award; National Science Board Public Service Award; The Orion Society's John Hay Award
- 1999: Botanical Research Institute of Texas International Award of Excellence in Conservation, Community of Christ International Peace Award
- 2001: Graham J. Norton Award for Achievement in Increasing Community Livability; Rungius Award of the National Museum of Wildlife Art, USA; Roger Tory Peterson Memorial Medal, Harvard Museum of Natural History; Master Peace Award; Gandhi/King Award for Non-Violence
- 2002: The Huxley Memorial Medal, Royal Anthropological Institute of Great Britain and Ireland; United Nations "Messenger of Peace" Appointment
- 2003: Benjamin Franklin Medal in Life Science; Harvard Medical School's Center for Health and the Global Environment Award; Prince of Asturias Award for Technical and Scientific Achievement; Dame Commander of the Order of the British Empire, presented by His Royal Highness Prince Charles; Chicago Academy of Sciences' Honorary Environmental Leader Award
- 2004: Nierenberg Prize for Science in the Public Interest; Will Rogers Spirit Award, the Rotary Club of Will Rogers and Will Rogers Memorial Museums; Life Time Achievement Award, the International Fund for Animal Welfare; Honorary Degree from Haverford College
- 2005: Eredoctoraat in de wetenschap van Syracuse University
- 2005: Eredoctoraat in de wetenschap van Rutgers University
- 2005: Discovery and Imagination Award
- 2006: 60th Anniversary Medal of the UNESCO
- 2006: Légion d'honneur (Frankrijk)
- 2007: Carl Linnaeus-eredoctoraat, Universiteit van Uppsala
- 2007: Eredoctoraat van Universiteit van Liverpool
- 2008: Eredoctoraat van Universiteit van Toronto
- 2009: Eredoctoraat van National University of Córdoba
- 2009: Eredoctoraat van Pablo de Olavide University
- 2010: Bambi-prijs in the categorie "Onze Aarde"
- 2010: Golden Doves for Peace journalistic prize issued by the Italian Research Institute Archivio Disarmo
- 2011: Eredoctoraat van American University of Paris
- 2011: Orde van Verdienste (Italië)
- 2012: Named Grand Marshal of the 2013 Tournament of Roses Parade
- 2012: Eredoctoraat van National Tsing Hua University (NTHU, Taiwan)
- 2013: Key to the city by Gustavo Petro, former mayor of Bogota (Colombia)
- 2013: Eredoctoraat van Trinity College Dublin
- 2014: President's Medal by the British Academy
- 2015: The Perfect World Foundation Award The Conservationist of the years 2015 & The Prize "The Fragile Rhino"
- 2017: International Cosmos Prize
- 2019: Gold Medal of the Royal Canadian Geographical Society
- 2019: Eredoctoraat in de wetenschap from McGill-universiteit
- 2020: Eredoctoraat in de wetenschap van Universiteit Hasselt[8]
- 2023: Officier in de Orde van Oranje-Nassau (Nederland)[9]
- 2025: Presidential Medal of Freedom (Verenigde Staten)[10]

## Publicaties

### Boeken
- 1969 - My Friends the Wild Chimpanzees
- 1971 - Innocent Killers
- 1971 - In the Shadow of Man
- 1986 - The Chimpanzees of Gombe: Patterns of Behavior
- 1990 - Through a Window: 30 years observing the Gombe chimpanzees
- 1991 - Visions of Caliban
- 1999 - Brutal Kinship
- 1999 - Reason For Hope; A Spiritual Journey
- 2000 - 40 Years At Gombe
- 2000 - Africa In My Blood
- 2001 - Beyond Innocence: An Autobiography in Letters, the later years
- 2002 - The Ten Trusts: What We Must Do To Care for the Animals We Love
- 2005 - Harvest for Hope: A Guide to Mindful Eating
- 2009 - Hope for Animals and Their World: How Endangered Species Are Being Rescued from the Brink
- 2013 - Seeds of Hope: Wisdom and Wonder from the World of Plants
- 2021 - The Book of Hope

#### Kinderboeken
- 1972 - Grub: The Bush Baby
- 1988 - My Life with the Chimpanzees
- 1989 - The Chimpanzee Family Book
- 1989 - Jane Goodall's Animal World: Chimps
- 1989 - Animal Family Series: Chimpanzee Family; Lion Family; Elephant Family; Zebra Family; Giraffe Family; Baboon Family; Hyena Family; Wildebeest Family
- 1994 - With Love
- 1999 - Dr. White
- 2000 - The Eagle & the Wren
- 2001 - Chimpanzees I Love: Saving Their World and Ours
- 2002 - (voorwoord) "Slowly, Slowly, Slowly," Said the Sloth door Eric Carle
- 2004 - Rickie and Henri: A True Story

### Films
Goodall is het onderwerp van meer dan 40 films en documentaires:
- 1965 - Miss Goodall and the Wild Chimpanzees, National Geographic Society
- 1975 - Miss Goodall: The Hyena Story
- 1984 - Among the Wild Chimpanzees, National Geographic Special
- 1988 - People of the Forest'
- 1990 - Chimpanzee Alert
- 1990 - The Life and Legend of Jane Goodall, National Geographic Society.
- 1990 - The Gombe Chimpanzees, Bavarian Television
- 1995 - Fifi's Boys, BBC
- 1996 - Chimpanzee Diary, BBC2 Animal Zone
- 1997 - Animal Minds, BBC
- Stem van zichzelf in de animatiereeks The Wild Thornberrys
- 2000 - Jane Goodall: Reason For Hope PBS-special
- 2001 - Chimps R Us, SAF seizoen 11, aflevering 8. Scientific American Frontiers.
- 2002 - Jane Goodall's Wild Chimpanzees, in samenwerking met Science North
- 2005 - Jane Goodall's Return to Gombe, Animal Planet
- 2006 - Chimps, So Like Us, HBO-film genomineerd voor een Academy Award in 1990
- 2007 - When Animals Talk We Should Listen, in coproductie met Animal Planet
- 2010 - Jane's Journey, in coproductie met Animal Planet
- 2012 - Chimpanzee, in coproductie met Disneynature
- 2017 - Jane, biografie van National Geographic Studios, in samenwerking met Public Road Productions
- 2020 - Jane Goodall: The Hope, biografie, National Geographic Studios

## Bestseller 60
| Boeken met noteringen in de Nederlandse Bestseller 60 | Jaar van verschijnen | Datum van binnenkomst | Hoogste positie | Aantal weken | Opmerkingen |
| ----------------------------------------------------- | -------------------- | --------------------- | --------------- | ------------ | ----------- |
| Het boek van hoop                                     | 2021                 | 27-10-2021            | 19              | 1            |             |